# Olexandr Košyc
Olexandr Antonovyč Košyc (ukrajinsky Олександр Антонович Кошиць; 12. září 1875 – 21. září 1944) byl ukrajinský skladatel, sborový dirigent. Autor četných sborových adaptací ukrajinských lidových písní, mj. ukrajinské ukolébavky „Ой ходить сон“, které inspirovaly George Gershwinа k vytvoření slavné árie „Summertime“ z opery Porgy a Bess.